# Ford Consul
La Ford Consul fu una vettura prodotta dalla Ford in Gran Bretagna.
Dal 1951 al 1962 la Consul era collocata in un segmento inferiore rispetto alla Ford Zephyr. Venne sostituita nel 1962 da una nuova Zephyr con motore a quattro cilindri e dalla Ford Cortina. Il nome Consul riapparve dal 1972 al 1975 con la sostituta della Zephyr, la quale era nient'altro che una Ford Granada.
Altre vetture che riportarono il nome Consul furono la Ford Consul Classic e la prima generazione della Cortina, inizialmente chiamata Ford Consul Cortina.

## Le serie

### Prima serie (1951-1956)
La Consul venne svelata in anteprima al Salone di Londra nel 1950 iniziando il successo della Ford nel mercato delle vetture per la famiglia. Sostituì la Ford Pilot motorizzata con il più grosso V8 e poco redditizia. Il suo nome in codice era EOTA. La maggior parte delle versioni prodotte furono quattro porte berlina e il loro design venne realizzato da George Walker. Le poche versioni familiari vennero prodotte dalla Abbott-Detroit. Dal 1953 diventò disponibile la versione cabriolet prodotta dalla Carbodies. Il telaio di questa versione venne irrigidito montando un rinforzo a forma di X sulla pavimentazione. Al contrario della Zephyr, il tetto doveva essere aperto o chiuso manualmente.
La lunghezza della prima serie era di 4,166 m, la larghezza era di 1,626 m, mentre l'altezza era di 1,5 m. Il passo era di 2,540 m e il serbatoio aveva una capacità di 41 l.
La Consul MkI fu anche la prima vettura della Ford a montare della tecnologia moderna. Il motore era un 1508 cm³ da 47 cv con valvole in testa e freni idraulici, mentre rimase uguale il cambio a tre rapporti sincronizzato solo per le ultime due marce. La Consul fu anche la prima Ford inglese a montare il MacPherson all'anteriore e ad avere un telaio singleframe.
Internamente, i sedili anteriori erano in realtà un unico divanetto rivestito in PVC e il freno a mano era una leva collocata vicino al cruscotto. I tergicristalli utilizzavano ancora il datato sistema ad aspirazione. La strumentazione consisteva nel tachimetro, nell'amperometro e nell'indicatore del livello della benzina ed era collocata al di sopra dello sterzo. La radio poteva essere acquistata come optional.
La vettura testata dalla rivista The Motor nel 1953 registrò una velocità massima di 116 km/h e un'accelerazione 0–100 km/h in 28 secondi. I consumi erano molto elevati pari a 11 l/100 km. Il prezzo dell'auto in prova fu di 732£ tasse incluse.

### Seconda serie (1956-1962)

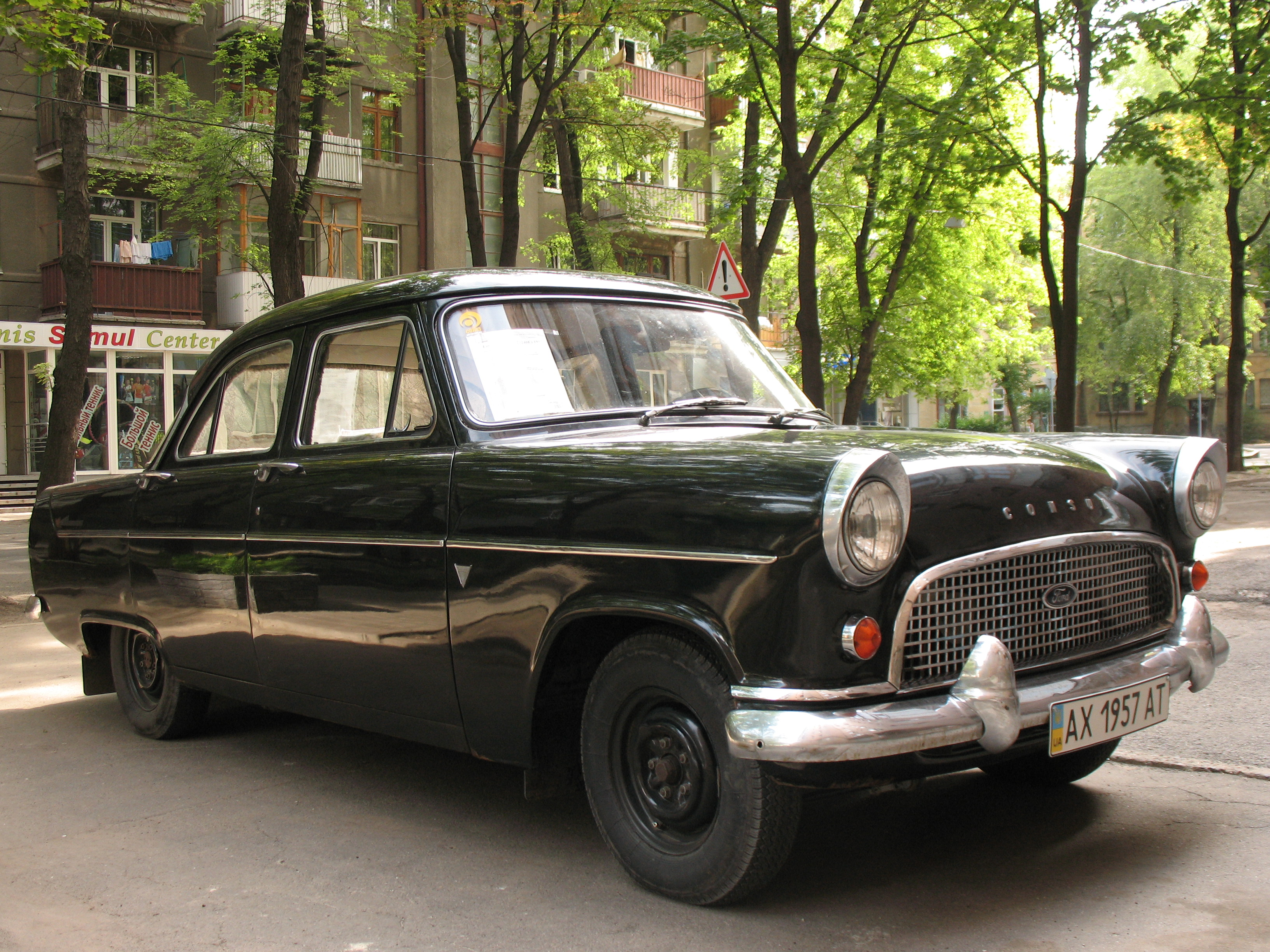
Consul MkII

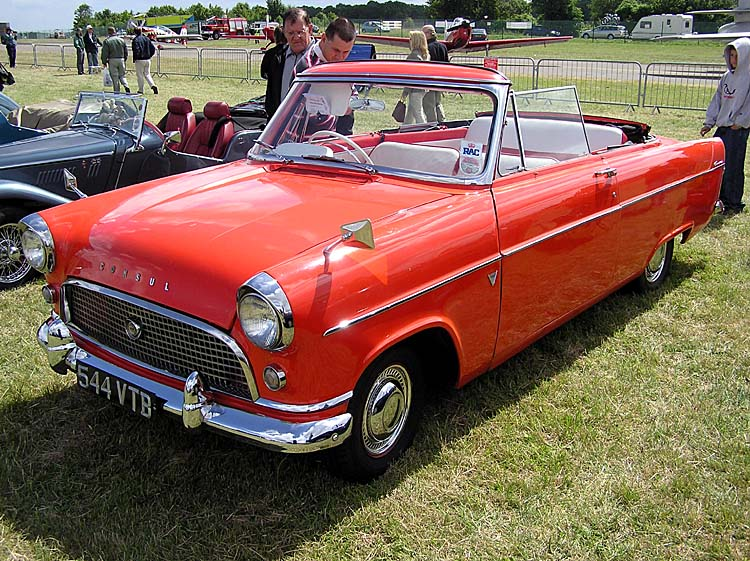
Consul MkII

Nel 1956 venne realizzata la seconda serie con il nome in codice 204E. Rispetto all'originale aveva una carrozzeria differente, un passo più lungo (2,642 m) e un motore più grande (1703 cm³ da 59 cv). Nuovamente, i tergicristalli non vennero sostituiti con quelli elettrici. Il profilo del tetto venne abbassato nell'aggiornamento del 1959 assieme a un cambiamento delle luci posteriori e ad alcune migliorie estetiche in acciaio inossidabile. I freni anteriori a disco diventarono opzionali nel 1960 e in seguito di serie nel 1961. Sul mercato australiano le vetture continuarono a montare quattro freni a tamburo. Il nome diventò Consul 375 a metà del 1961.
Le dimensioni erano 4,369 m di lunghezza, 1,753 di larghezza e 1,524 d'altezza.
Anche per la seconda serie la Carbodies realizzò una versione cabriolet e nel 1957 venne introdotta la versione De-Luxe che aveva il tetto in una colorazione differente e un miglior equipaggiamento. Disponibile anche in versione station wagon, per il mercato australiano fu realizzata anche in versione pick-up.
La vettura testata da The Motor nel 1956 registrò una velocità massima di 127.6 km/h e un'accelerazione 0–100 km/h in 23.2 secondi. I consumi aumentarono di quasi due litri (12,8 l/100 km), mentre il prezzo era di 781£ tasse incluse.

### Terza serie (1972-1975)
Il nome Consul venne riutilizzato per la versione inglese della Granada motorizzata con un 1996 cm³ Essex V4 o con un 2495 cm³ Essex V6. 
Nel Regno Unito venne anche venduta una Ford Consul GT motorizzata con un 2994 cm³ Essex V da 138 cv. Essendo meno equipaggiata rispetto a una Granada con simile motorizzazione, fu più leggera di circa 50 kg e leggermente più prestazionale.
Il nome Consul venne abbandonato nel tardo 1975 quando tutte le vetture vennero chiamate Granada.